# Qinglongji
Qinglongji (kinesiska: 青龙集) är en köping i östra Kina. Den ligger i Xiao härad i staden Suzhou i provinsen Anhui, omkring 250 kilometer norr om provinshuvudstaden Hefei.